# Another 48 Hrs.
Another 48 Hrs. is een Amerikaanse komische actiefilm uit 1990 van Walter Hill met in de hoofdrollen onder meer Nick Nolte en Eddie Murphy. De film is het vervolg op 48 Hrs. uit 1982.

## Verhaal
Jack Cates (Nick Nolte), rechercheur in San Francisco, zit al jaren achter een drugsdealer aan die zichzelf "The Iceman" noemt. Bij een schietpartij tussen hem en twee verdachten doodt hij er één uit zelfverdediging, maar dat kan niet bewezen worden, waarna Cates een straf boven het hoofd hangt. Hij besluit weer de hulp te vragen van de kleine crimineel Reggie Hammond (Eddie Murphy), die net uit de gevangenis wordt ontslagen. Reggie weigert, maar verandert van gedachten als hij vlak na zijn vrijlating beschoten wordt.

## Rolverdeling
| Acteur                   | Personage               | Opmerkingen                                       |
| ------------------------ | ----------------------- | ------------------------------------------------- |
| Nick Nolte               | Jack Cates              | rechercheur                                       |
| Eddie Murphy             | Reggie Hammond          | kleine crimineel                                  |
| Brion James              | Ben Kehoe               | rechercheur, collega van Cates                    |
| Kevin Tighe              | Blake Wilson            | medewerker politie, afdeling "Interne Zaken"      |
| Ed O'Ross                | Frank Cruise            | inspecteur, collega van Cates                     |
| Andrew Divoff            | Richard "Cherry" Ganz   | broer van wijlen Albert Ganz uit 48 Hrs.          |
| David Anthony Marshall   | Willie Hickok           | crimineel                                         |
| Ted Markland             | Malcolm Price           | crimineel                                         |
| Brent Jennings           | Tyrone Burroughs        | crimineel                                         |
| Bernie Casey             | Kirkland Smith          | gedetineerde die Reggie heeft beschermd in de cel |
| Tisha Campbell-Martin    | Amy Smith               | dochter van Kirkland (als Tisha Campbell)         |
| Page Leong               | Angel Lee               | prostituee en geliefde van Cherry Ganz            |
| Felice Orlandi           | Gevangenisdirecteur     |                                                   |
| Cathy Haase              | Barvrouw                |                                                   |
| Allan Graf               | Chauffeur gevangenenbus |                                                   |
| Michael Anthony Williams | Zanger band in bar      |                                                   |
| Laurie Morrison          | Zakkenrolster in bar    |                                                   |